# میان‌روزنان
میان‌روزنان (نام علمی: Mesostigmata) نام یک راسته از فراراسته انگل‌سانان است.